# Tikal Jets Airlines
A Tikal Jets Airlines é uma companhia aérea da Guatemala.